# Ротор-Волгоград (пляжный футбольный клуб)
«Ро́тор-Волгогра́д» — российский пляжный футбольный клуб из Волгограда, основанный в 2012 году и прекративший существование в 2015 году. Выступал в чемпионате России по пляжному футболу.

## История
Правопреемник пляжного футбольного клуба «Дельта» из Саратова.
По итогам первого сезона, клуб с берегов Волги занял пятое место.
В сезоне 2013 года Ротор занял второе место. По ходу всего сезона, Ротор-Волгоград был единственной командой, которая выходила в финал всех трех этапов.
На первом этапе проходившем в Волгограде подопечные Эмиля Джабарова в финале уступили многократному чемпиону страны Локомотиву из Москвы.
На втором этапе, проходившем так же на берегах Волги, Ротор повторил своё достижение.
На этот раз волжане уступили в финале питерскому Кристаллу.
В Суперфинале проходившем в Москве, Ротор-Волгоград завоевал свою первую медаль в истории Чемпионатов России. В финале Ротор вновь уступил Кристаллу из Санкт-Петербурга, тем самым завоевал серебряную медаль.
Чемпионат страны 2014 года, тоже стал удачным для волгоградцев. В домашнем суперфинале Ротор вышел в финал. В трех матчах, был обыгран прошлогодний обидчик, Кристалл из Санкт-Петербурга. Тем самым, Ротор-Волгоград завоевал свою первую золотую медаль.
24 апреля стало известно, что действующий чемпион России волгоградский «Ротор» не сыграет в Суперлиге-2015. Команда официально снялась с турнира из-за финансовых проблем. Место «Ротора» занял ЦСКА, который вылетел из Суперлиги в предыдущем сезоне.